# Independent Spirit Awards
Gli Independent Spirit Awards sono premi cinematografici statunitensi assegnati annualmente a partire dal 1986 dall'organizzazione no-profit IFP/West (ridenominata dal 2005 Film Independent) per sostenere e promuovere il cinema indipendente.

## Storia
Fondati nel 1984 con il nome di FINDIE (Friends of Independents) Awards e attribuiti da un comitato, dal 1986 sono stati rinominati Independent Spirit Awards e votati dai membri nazionali dell'IFP (Independent Feature Project). Dal 2005, contestualmente alla nuova denominazione dell'organizzazione produttrice dell'evento, sono stati rinominati Film Independent Spirit Awards. Dal 1995 la cerimonia di premiazione si svolge stabilmente in un tendone sulla spiaggia di Santa Monica, California e dal 1996 viene trasmessa in diretta dall'Independent Film Channel.
Dal 1999 si svolge il giorno prima dei Premi Oscar (in precedenza una settimana prima). I vincitori fino al 2005 hanno ricevuto un trofeo a forma di piramide, contenente delle stringhe di scarpe sospese a simboleggiare i budget ridotti dei loro film. Dal 2006 il design del trofeo è cambiato in quello di un uccello ad ali spiegate, a sormontare un'asta attorno alla quale sono avvolte le stringhe di scarpe.

## Premi

### Premi attuali
- Miglior film (Best Feature)
- Miglior interpretazione protagonista (Best Lead Performance)[2]
- Miglior interpretazione non protagonista (Best Supporting Performance)[2]
- Miglior interpretazione esordiente (Best Breakthrough Performance; dal 1995 al 2005 denominata Best Debut Performance)
- Miglior regista (Best Director)
- Miglior fotografia (Best Cinematography)
- Miglior sceneggiatura (Best Screenplay)
- Miglior film d'esordio (Best First Feature)
- Miglior sceneggiatura d'esordio (Best First Screenplay)
- Miglior montaggio (Best Editing)
- Miglior documentario (Best Documentary)
- Miglior film straniero (Best Foreign Film)

### Premi speciali
- Premio John Cassavetes (John Cassavetes Award): assegnato allo sceneggiatore, al regista e al produttore del miglior film prodotto con un budget inferiore ai 500.000 dollari.
- Premio Robert Altman (Robert Altman Award): assegnato al regista, al responsabile del casting e all'intero cast di un film.
- Truer Than Fiction Award: assegnato dal 1997 al regista di un film non di finzione di eccezionale livello artistico.
- Producers Award: assegnato dal 1998 ad un individuo che si sia particolarmente distinto nel produrre film indipendenti di qualità.
- Someone to Watch Award: assegnato dal 1996 a filmmakers indipendenti di eccezionale talento che non hanno ancora ricevuto i meritati riconoscimenti.

### Premi non più assegnati
- Miglior colonna sonora (Best Original Score): dal 1992 al 1993.
- Bonnie Award: alla miglior regista femminile non esordiente
- Miglior attore protagonista (Best Male Lead): dal 1986 al 2022.[2]
- Miglior attrice protagonista (Best Female Lead): dal 1986 al 2022.[2]
- Miglior attore non protagonista (Best Supporting Male): dal 1986 al 2022.[2]
- Miglior attrice non protagonista (Best Supporting Female): dal 1986 al 2022.[2]